# Beata Sokołowska
Beata Sokołowska-Kulesza (Gorzów Wielkopolski, 10 de enero de 1974) es una deportista polaca que compitió en piragüismo en la modalidad de aguas tranquilas.
Participó en dos Juegos Olímpicos, Sídney 2000 y Atenas 2004, obteniendo dos medallas de bronce, ambas en la prueba de K2 500 m.
Ganó diez medallas en el Campeonato Mundial de Piragüismo entre los años 1999 y 2005, y ocho medallas en el Campeonato Europeo de Piragüismo entre los años 1999 y 2001.

## Palmarés internacional
| Juegos Olímpicos   | Juegos Olímpicos             | Juegos Olímpicos  | Juegos Olímpicos |
| Año                | Lugar                        | Medalla           | Competición      |
| ------------------ | ---------------------------- | ----------------- | ---------------- |
| 2000               | Sídney (Australia)           | Medalla de bronce | K2 500 m         |
| 2004               | Atenas (Grecia)              | Medalla de bronce | K2 500 m         |
| Campeonato Mundial |                              |                   |                  |
| Año                | Lugar                        | Medalla           | Competición      |
| 1999               | Milán (Italia)               | Medalla de oro    | K2 500 m         |
| 1999               | Milán (Italia)               | Medalla de plata  | K2 200 m         |
| 1999               | Milán (Italia)               | Medalla de bronce | K4 200 m         |
| 1999               | Milán (Italia)               | Medalla de bronce | K4 500 m         |
| 2001               | Poznań (Polonia)             | Medalla de plata  | K2 200 m         |
| 2001               | Poznań (Polonia)             | Medalla de plata  | K2 500 m         |
| 2003               | Gainesville (Estados Unidos) | Medalla de bronce | K2 200 m         |
| 2003               | Gainesville (Estados Unidos) | Medalla de bronce | K2 500 m         |
| 2003               | Gainesville (Estados Unidos) | Medalla de bronce | K4 200 m         |
| 2005               | Zagreb (Croacia)             | Medalla de plata  | K4 200 m         |
| Campeonato Europeo |                              |                   |                  |
| Año                | Lugar                        | Medalla           | Competición      |
| 1999               | Zagreb (Croacia)             | Medalla de oro    | K2 200 m         |
| 1999               | Zagreb (Croacia)             | Medalla de oro    | K2 500 m         |
| 1999               | Zagreb (Croacia)             | Medalla de oro    | K2 1000 m        |
| 2000               | Poznań (Polonia)             | Medalla de oro    | K2 200 m         |
| 2000               | Poznań (Polonia)             | Medalla de oro    | K2 500 m         |
| 2000               | Poznań (Polonia)             | Medalla de bronce | K2 1000 m        |
| 2001               | Milán (Italia)               | Medalla de plata  | K2 1000 m        |
| 2001               | Milán (Italia)               | Medalla de bronce | K2 200 m         |